# Polyommatus postclara
Polyommatus postclara är en fjärilsart som beskrevs av Gary R. Graves 1930. Polyommatus postclara ingår i släktet Polyommatus och familjen juvelvingar. Inga underarter finns listade i Catalogue of Life.